# Akita (rasa psa)
Akita (jap. 秋田犬 – akita inu; z jap. inu – pies) – rasa psa zaliczana do grupy szpiców i psów pierwotnych. Wyhodowana w Japonii pierwotnie do walk psów, później użytkowana również do polowań. Współcześnie pełni funkcje psa stróżująco-obronnego oraz psa do towarzystwa. Jest to największa rasa spośród ras japońskich. Nie podlega próbom pracy.

## Rys historyczny
Nazwa rasy pochodzi od prefektury Akita w północnej części Japonii. Przeznaczona pierwotnie do walk psów i do polowania na grubą zwierzynę – dzika, jelenia i czarnego niedźwiedzia oraz do ciągnięcia ciężkich ładunków. Przodkowie tej rasy przybyli do Japonii z pierwszą falą imigrantów zwanych Ainu oraz z kolejnymi osadnikami – poczynając od około 15 000 lat p.n.e. po 300 lat p.n.e. Były to m.in. zwierzęta w typie psa torfowego pochodzącego z kontynentu, a rozpowszechnionego w neolicie. Za bezpośredniego praprzodka japońskich szpiców uznaje się nieistniejącego dzisiaj nippona inu, który był znacznie mniejszy w porównaniu do współczesnego akita inu.
Akity istniały na Wyspach Japońskich 5000 lat temu i towarzyszyły samurajom. Zajmują stałe miejsce w japońskiej mitologii. W japońskiej literaturze akita jest rasą starą i rodzimą, z posiadaniem której wiązały się określone wierzenia. Psy te cieszyły się wielkim poważaniem i stanowiły dużą wartość.
Następne stulecia obfitujące w wojny, a później i II wojna światowa drastycznie przetrzebiły pogłowie tej rasy. Dopiero powstanie silnego ruchu na rzecz zachowania kulturowej tradycji Japonii przyniosło renesans rasy. Japońskie Ministerstwo Wychowania w 1931 r. uznało rasę akita inu za dziedzictwo kulturowe i przyznało dotacje rządowe dla hodowli tych psów.
Japoński wzorzec rasy pochodzi z 1938 roku. Postanowiono by w hodowli unikać psów szczególnie masywnych, których wygląd sugerował domieszkę krwi molosów, wprowadzoną na przełomie wieków dla uzyskania psów najlepiej nadających się do walk.

## Wygląd

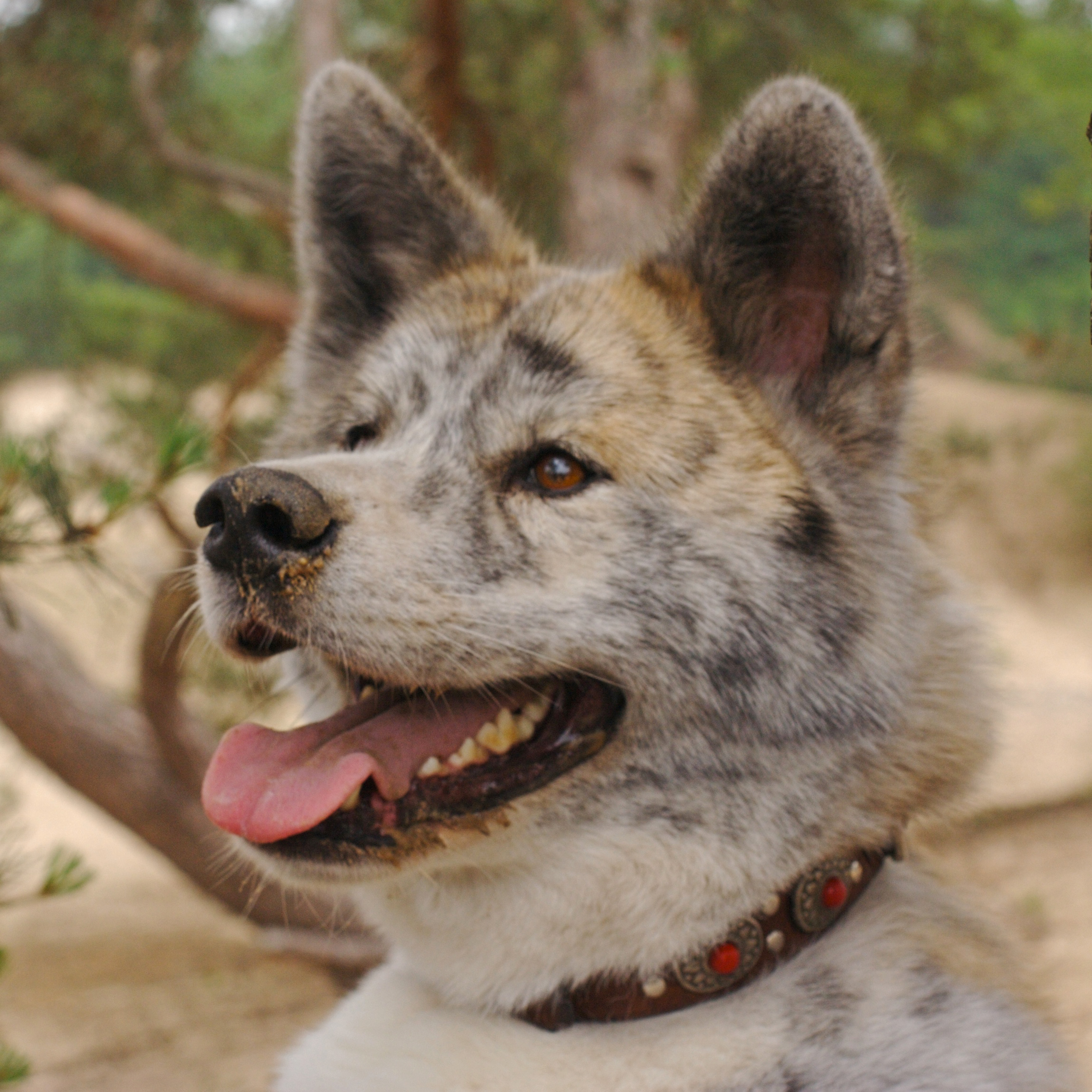
Głowa akity inu

### Umaszczenie
Wzorzec przewiduje umaszczenie białe, rude, pręgowane i sezamowe (ruda sierść z czarnymi końcówkami). Każde umaszczenie (oprócz białego) musi mieć białe znaczenia po bokach (z jap. urajiro) kufy, na policzkach, szyi, piersi, tułowiu i ogonie, po wewnętrznej stronie kończyn przednich i tylnych.

## Zachowanie i charakter
Akita jako pies myśliwski znany jest z uporu i zawziętości w walce, a także z pasji łowieckiej. Psy tej rasy wykorzystywane są również przez policję i armię. To rasa psów niezależnych, mających zdecydowany charakter. Wymaga konsekwentnego, ale równocześnie łagodnego prowadzenia. Akita jest psem o wysokim stopniu dominacji oraz potrzebie wyraźnej hierarchii w grupie. Jest lojalny wobec swojego właściciela i bardzo do niego przywiązany. Jest nieufny wobec obcych ludzi. Akita jest psem posiadającym bardzo silny instynkt myśliwski.

## Klasyfikacja
W klasyfikacji FCI rasa ta została zaliczona do grupy 5 – Szpice i psy w typie pierwotnym, w sekcji 5 – Szpice azjatyckie i rasy pokrewne. Nie podlega próbom pracy (do uzyskania praw hodowlanych lub championatu międzynarodowego nie są wymagane wyniki konkursów lub zawodów). Ostatnie zmiany we wzorcu pochodzą z dnia 13 marca 2001 r.
Zgodnie z klasyfikacją amerykańską należy do grupy psów pracujących.